# Dossier technique
En France, le dossier technique est le dossier contenant tous les renseignements techniques relatifs au déroulement d'un projet. Il est utilisé dans des domaines variés tels que l'architecture, l'immobilier ou la confection de vêtements. 
Lors d'un projet architectural ou d'aménagement du territoire, le dossier technique regroupe les éléments nécessaires qui facilitent la mise en service et la mise en place du matériel. Il comprend par exemple des indications sur les contraintes techniques, des schémas des installations et du matériel, ainsi que des indications sur les caractéristiques du site à aménager.
Dans le domaine de l'immobilier, le dossier technique, ou dossier de diagnostic technique, rassemble des informations sur l'état général d'un bien immobilier et est réalisé avant tout acte de vente. Cela concerne entre autres des diagnostics sur l'état de l'électricité, la performance énergétique ou la présence d'amiante.
Dans le domaine de la création de vêtements, le dossier technique (ou teck pack en anglais) ou la fiche technique rassemble les informations techniques essentielles à la bonne compréhension du modèle qui va être créé. Il comprend des détails sur les matières et les couleurs, les mesures du vêtement, ainsi que des modélisations du rendu final.